# Ricardo Palmerín
Ricardo Palmerín Pavia (3 de abril de 1887-30 de enero de 1944) fue un músico y compositor mexicano, nacido en Tekax, Yucatán, y fallecido en la Ciudad de México. Autor de la música de Peregrina, canción que con letra del poeta Luis Rosado Vega fue creada en 1922 a petición del gobernador de Yucatán, Felipe Carrillo Puerto, para obsequiar a la periodista estadounidense Alma Reed.

## Datos biográficos
Hijo de Bencabé Palmerín Hernández, capitán del ejército, y de Feliciana Pavia Herrera. Vivió en su pueblo natal, Tekax, hasta 1897, luego en Mérida y más tarde en la Ciudad de México, en donde murió. Estudió en Yucatán la carrera de medicina que no terminó por dedicarse a su verdadera vocación, la música.
Su primera obra Hay una virgen, la compuso cuando tenía catorce años y aunque no tuvo formación escolar musical, realizó estudios como autodidacta, aprendiendo a tocar la guitarra, el violín y el piano. Fue maestro de guitarra durante muchos años y sus alumnos le recuerdan por su sentido didáctico.
De personalidad sociable y afable tuvo un gran número de amigos durante su vida. Para sostenerse económicamente trabajó como empleado en oficinas gubernamentales, empleos que, aunque menores, por su simpatía nunca le faltaron. 
Sin lugar a dudas la obra que le dio más fama fue Peregrina, que estuvo ligada a la relación sentimental que sostuvieron el gobernador de Yucatán, Felipe Carrillo Puerto fusilado en Mérida, Yucatán en 1924, y la periodista estadounidense de The New York Times, Alma Reed, quien había viajado a Yucatán para hacer reportajes sobre los yacimientos arqueológicos de la península. La canción le fue solicitada al poeta Luis Rosado Vega por el gobernador Carrillo Puerto para agradar a la periodista y este a su vez, pidió a Palmerín, su amigo, que le pusiera música.

## Obra
Repertorio de canciones registrado en la Sociedad de Autores y Compositores de México (SACM): 
- Alburas de magnolias
- Asómate a la ventana
- Chaparrita loca
- Claveles
- Cobarde
- Cómo puedes pedirme que no te quiera
- Como un pájaro herido
- Como una estrella
- Cuatro lágrimas
- Dos azules mariposas
- El crucifijo
- El rosal enfermo
- En el fuego de tus ojos
- Estrellita azul
- Flores aladas
- Flores de mayo
- Fuente serena
- La novia
- Languidece una estrellita
- Las dos rosas
- Peregrina

...entre otras, 44 en total.

## La letra dePeregrina
Relata el poeta Rosado Vega, autor de la letra, cómo surgió la canción Peregrina:

"La letra fue simple consecuencia de una lluvia primaveral. Llovió copiosamente una tarde, y esta lluvia auspició una noche espléndida. Teatro, la Casa del Pueblo durante un festival. Concluido éste, nuestro inolvidable Felipe Carrillo Puerto, Alma Reed –la singular, por bella, periodista norteamericana, pero del sur de los Estados Unidos, o sea de San Francisco, California– y yo debíamos asistir a un convivio en la casa del maestro Filiberto Romero, director de la Escuela de Música. En el auto iba Alma sentada entre Felipe y yo. Entramos en el suburbio de San Sebastián. Con el aguacero de la tarde la tierra había abierto sus entrañas, y despedía de ella misma ese grato y sugestivo aroma de la tierra cuando acaba de ser fecundada por la lluvia. [...] y Alma dilató el pecho como para absorber a pleno pulmón aquellas fragancias y dijo: ¡Qué bien huele! Le salí al paso con una frase simplemente galante: –Todo huele bien porque usted pasa. Tierra, flores, quisieran besarla y por eso llegan a usted con sus perfumes. Dijo Felipe al punto: –Eso se lo vas a decir en un verso. Contesté: –Se lo diré en una canción. Alma rió argentinamente. Así reía. Concluido el convivio y ya en mi casa, compuse la letra. No podía olvidar a Palmerín. En la mañana siguiente lo busqué y se la di. Dos días después ya había nacido la canción. Y eso fue todo."
Luis Rosado Vega.

Se cita la primera estrofa de la canción:

## Reconocimientos
- Es un compositor admirado en México y particularmente en su tierra, Yucatán, donde se han creado premios, concursos de composición y hasta periodos en su nombre (el año de 1987, conmemorando el centenario de su nacimiento, fue llamado en Yucatán el año de Ricardo Palmerín).[2]
- Hay una Sociedad Artística Ricardo Palmerín que realiza todo tipo de eventos en el nombre del compositor.
- Hay un monumento en su tumba en el panteón civil de Mérida, Yucatán, donde están sepultados sus restos que fueron traídos post mortem de la Ciudad de México.
- Su busto en bronce se encuentra en la Plaza de Santa Lucía en Mérida.
- El Museo de la canción yucateca tiene una sala y una estatua en su memoria.